# Димаев, Али Умарович
Али́ Ума́рович Дима́ев (род. 27 сентября 1953, Киргизская ССР) — советский и российский музыкант и композитор, основатель и бессменный руководитель первой чеченской рок-группы «Зама» (чечен. Время), дипломант XII Всемирного фестиваля молодежи и студентов в Москве (1985), Лауреат Премии Ленинского комсомола Чечено-Ингушской АССР (1986), дипломант V Международного фестиваля «Ярославские гуляния» (2000), Народный артист Чеченской Республики (2001) и Республики Ингушетия (2001).

## Биография
Чеченец. Родился в депортации 27 сентября 1953 году в Киргизской ССР. Его отец — знаменитый чеченский музыкант Умар Димаев.
Учился в общеобразовательной и музыкальной школах. С самого начала учёбы активно участвовал в самых различных формах художественной самодеятельности, занимался в кружках рисования, танцев. Также был солистом ансамбля песни и танца республиканского дворца пионеров, выступал в республиканских конкурсах и концертах школьной самодеятельности
Обучался игре на фортепиано. С одноклассниками организовал в 1968 году первый национальный рок-ансамбль «Вайнахи». Начало его композиторской деятельности относится к этому же периоду.
В 1974 году окончил музыкальное училище по классу фортепиано и создал группу «Шо́вда» (чечен. Родник).
Служил в Волгограде. Во время службы создал эстрадный ансамбль «Ратники». Ансамбль часто гастролировал с концертами в воинских частях Волгограда и Северо-Кавказского военного округа.
В 1977 году после демобилизации работал руководителем оркестра народных инструментов Гостелерадио Чечено-Ингушской АССР.
В 1981 году создал первую национальную профессиональную рок-группу «Зама». В 1985 году ансамбль «Зама» участвовал в культурной программе XII Всемирного фестиваля молодежи и студентов в Москве и стал дипломантом фестиваля. В 1986 году в составе группы «Зама» стал Лауреатом премии Ленинского комсомола Чечено-Ингушской АССР. В июне 1995 года ансамблю был присвоен статус Государственного театра эстрадной песни «Зама», а Димаев назначен его художественным руководителем и директором.
Песня на стихи Абузара Айдамирова и музыку Али Димаева, написанная в 1970-х годах, впоследствии была использована в качестве гимна Чеченской Республики Ичкерия.
С 2000 по 2004 годы работал в Представительстве Чеченской Республики при Президенте Российской Федерации главным специалистом, а с июня 2002 года — начальником отдела культуры.
В 2001 году ему было присвоено звание Народный артист Чеченской Республики. В октябре того же года присвоено звание Народный артист Республики Ингушетия.
Автор более 500 песен, оркестровой музыки. В настоящее время проживает в Грозном, занимается творческой деятельностью, помогает молодым исполнителям, ведёт продюсерскую деятельность.

## Семья
- Отец — Умар Димаев, известный чеченский музыкант и композитор, Народный артист Чечено-Ингушской АССР.
- Брат — Саид Димаев, музыкант, композитор, дирижёр, член Союза композиторов России.